# (13790) 1998 UF31
(13790) 1998 UF31 è un asteroide troiano di Giove del campo greco. Scoperto nel 1998, presenta un'orbita caratterizzata da un semiasse maggiore pari a 5,269158 UA e da un'eccentricità di 0,113213, inclinata di 7,969718° rispetto all'eclittica. Ha un diametro di 19,437 km e un'albedo di 0,107.